# Stompetoren
Stompetoren is een dorp in de gemeente Alkmaar, in de provincie Noord-Holland. Het dorp telt ca. 2.135 inwoners. Het gemeentehuis van de voormalige gemeente Schermer bevond zich in dit dorp. Het dorp ligt midden in het beschermd dorpsgebied.

## Geschiedenis
Stompetoren is een van de twee dorpen die in de Schermer liggen en heette na de droogmaking daarvan aanvankelijk De Buurt. In de negentiende eeuw kreeg het zijn huidige naam. Deze verwijst naar de toren van de kerk uit 1663 die tot op heden stomp is. De architect van deze kerk was Pieter Post. Op de plaats van deze kerk stond aan het begin van de zeventiende eeuw een schooltje. Nico ter Linden stond als predikant in Stompetoren. Op de begraafplaats bij de kerk bevindt zich het urnengraf van de vroegere minister-president Schermerhorn en zijn echtgenote.
Nabij het dorp liggen nog de poldermolens D, E en M.
Tijdens de Tweede Wereldoorlog dook Joop Doderer in 1942 te Stompetoren onder, nadat hij had geweigerd lid te worden van de Kultuurkamer.
In 1917 werd in Stompetoren de zuivelfabriek Neerlandia opgericht, die van 2002-2005 nog het toneel vormde voor de serie Meiden van De Wit.
In 2005 is begonnen met een uitbreiding van het dorp: aan de noordrand wordt een kleine nieuwbouwlocatie gerealiseerd.
Tot en met 31 december 2014 was Stompetoren onderdeel van de gemeente Schermer. Op 1 januari 2015 ging de plaats samen met de gemeente op in de gemeente Alkmaar.

## Geboren
- Nicolette Bruining, theologe, predikante, medeoprichtster en eerste voorzitter van omroepvereniging de VPRO.
- Steven Rooks, oud-wielrenner.
- Maartje Keuning, olympisch waterpolo medaillewinnaar

## Zie ook

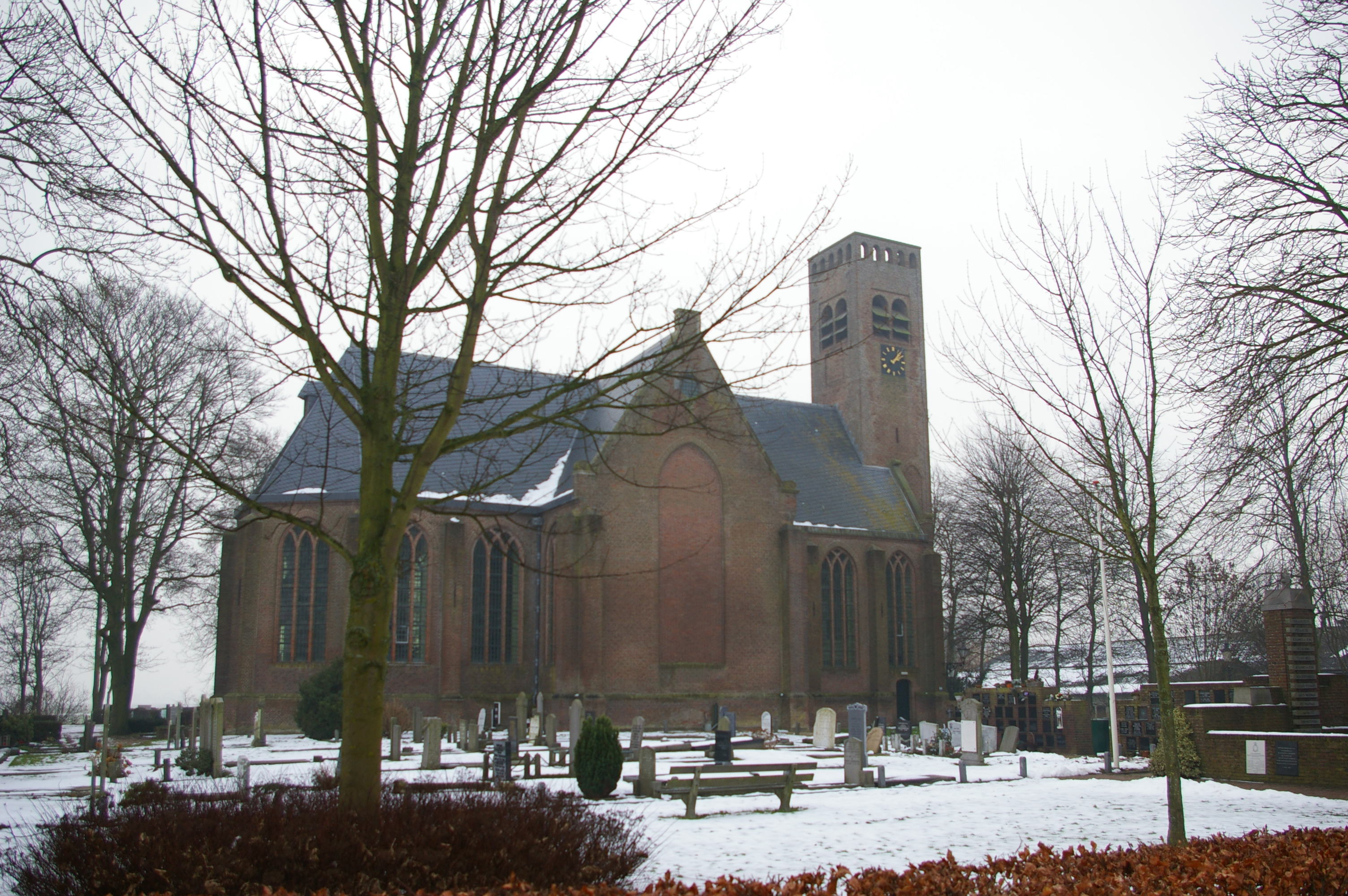
De kerk van Stompetoren met de stompe toren